# Stefania Limiti
Stefania Limiti (Roma, 3 novembre 1965) è una giornalista e saggista italiana.

## Biografia
Nata a Roma e laureata in scienze politiche all'università La Sapienza, è giornalista professionista. Ha collaborato come giornalista free-lance con Gente, dove ha curato una rubrica fissa, L'Espresso, il Fatto Quotidiano e Left, intervenendo su tematiche di attualità politica. Si dedica alla ricostruzione  di pezzi ancora oscuri della storia italiana, come il caso Moro, il terrorismo nero e la stagione delle bombe del 1992-1993.  Ha scritto il primo libro sul Noto servizio, una struttura non ufficiale dell’intelligence nata in Italia nell'immediato dopoguerra. A processo per non aver voluto rivelare una sua fonte citata nel libro Doppio livello, è stata poi assolta con formula piena.

## Opere
- I Fantasmi di Sharon, Sinnos, 2002.
- Mi hanno rapito a Roma. Storia di Mordecai Vanunu, L'Unità, 2006.
- L'Anello della Repubblica, Chiarelettere, 2009.
- Il Complotto, La controinchiesta segreta dei Kennedy sull’omicidio di JFK, Nutrimenti, 2012.
- Doppio livello, come si organizza la destabilizzazione in Italia, Chiarelettere, 2013.
- con Sandro Provvisionato, Complici, il caso Moro e il patto segreto Dc e Br, Chiarelettere, 2015.
- La strategia dell'inganno. 1992-93. Le bombe, i tentati golpe, la guerra psicologica in Italia, Chiarelettere, 2017.
- Poteri occulti, Rubbettino, 2018.
- L'Anello della Repubblica. La scoperta di un nuovo servizio segreto. Dal Fascismo alle Brigate Rosse, Chiarelettere, 2018.
- con Sandra Bonsanti, Colpevoli. Gelli, Andreotti e la P2 visti da vicino, Chiarelettere, 2019.
- Arafat. Un sovrano senza Stato, Castelvecchi, 2019.
- Doppio livello. Come si organizza la destabilizzazione in Italia, Chiarelettere, 2020.
- Potere occulto. Dal fascismo alle stragi di mafia la lunga storia criminale dell'Italia, Chiarelettere, 2022.
- L'estate del golpe, Chiarelettere, 2023.
- La pretesa del comando. Da Gelli alla destra al governo presidenzialismo e assalto alla Costituzione, Paperfirst, 2023.
- Quel che resta del caso Moro, Interlinea, 2024.